# Manoir de la Vairie
Le manoir de la Vairie (à Désertines (Mayenne)) était un château français situé à Désertines, dans le département de la Mayenne et la région des Pays de la Loire. Démantelé en 1433, reconstruit à la fin du fin XVIIe siècle ou au début de XVIIe siècle, il n'en restait, au début du XXe siècle, qu'une tour tronquée et un colombier.

## Situation
Il est situé à 800 mètres à l'Est du bourg 

## Désignation
- G., filius Viarii de Desertinis, XIIe siècle (Cartulaire de l'Abbaye de Savigny).
- H. Le Veier, avant 1200 (Cartulaire de l'Abbaye de Savigny).
- Le chasteau de la Varye, 1658 (Charles Pointeau, manuscrit.).
- La terre et seigneurie de la Varye, 1658 (Charles Pointeau, manuscrit.).
- La chapelle desservie au château de la Verrye, … la Vayerie, 1660, 1690 (Insinuations ecclésiastiques).

## Histoire
La seigneurie était mouvante de la châtellenie de Pontmain ; château « dit le château aux sept tours ». Le château primitif avait été démantelé par John FitzAlan, comte d'Arondel, 1433.
Le château bâti au temps de la Ligue catholique ou dans les premières années du XVIIe siècle, dominant la vallée de l'Ourde. Les murs, ainsi que la clôture des jardins, sont en schiste et sable rouge, sans chaux. Il ne reste plus qu'une tour tronquée et un colombier de 5 mètres de diamètre. L'abbé Angot indique qu'à la fin du XIXe siècle, que près de ces ruines s'élève une maison bourgeoise moderne.
Le domaine comprend en 1658 : « le château de la Varye, les terres et seigneuries de la Chaise et de la Varye, les châteaux, mouvances de fief, justice haute, moyenne et basse, fondation d'église, cimetière et presbytère de Désertines et la sergenterie de Saint-Aubin ».

## Chapelle
Le 2 novembre 1518, Guillaume de la Vairie et Mathurine du Bois de Montbourcher fondèrent, en l'honneur de saint Sébastien, une chapelle de deux messes par semaine, le lundi et le vendredi, et la dotèrent du lieu du Fay, en Vieuvy. Le service fut transféré en l'église vers 1690.
Parmi les chapelains : Étienne Coupel, † 1660 ; Michel Touchet, 1660 ; François Menu, du Mans, 1690, 1697 ; Mathurin Charlot, curé de Vieuvy, † 1746 ; Thomas Retoust, du diocèse de Bayeux, 1746 ; Philippe Retoust, démissionnaire, 1788 ; César-Philippe Le Dauphin de la Blinière, tonsuré, 1788.

## Seigneurs
La terre avait pris le nom de la famille Le Vayer, et elle donna le sien aux suivants. Jérôme de La Vairie, sieur de La Vairie est dit par la La Croix du Maine comme du pays de Nuz et de la Vairie de Désertines, ce qui est pour l'abbé Angot faux.
Liste des seigneurs :
- Guillaume, fils du voyer de Désertines, XIIe siècle.
- Hugues Le Vayer donne à l'Abbaye de Savigny une ferme que tenait de lui Guillaume Avenel, du consentement d'Hamelin de la Chaise, seigneur du fief, avant 1200. Hugues de la Vairie, témoin d'un acte entre le seigneur de Mayenne et les moines de Saint-Martin de Mayenne, 1144.
- Guillaume de la Vairie possède le moulin de Geré, 1397.
- Jean de la Vairie, marié avant 1420 à Aliette de Goué, témoin à Fougerolles en 1423.
- Michel de la Vairie enlève à Laval la fille du sénéchal, Anne Hay, qui épousa Lancelot III Frézeau.
- Guillaume de la Vairie, mari de Mathurine du Bois de Montbourcher, 1501, 1547. Marie, sa fille, épousa Charles de la Hautonnière en 1514.
- Jean de la Vairie, seigneur de la Chaise, 1572 ; il fut accusé d'avoir trempé, le 13 juin 1580, dans le meurtre de Guy de Dommaigné dans les landes de la Melinais, mais il prouva qu'il était alors à sa terre de la Vairie.
- Guy ou René de la Vairie, mari de Françoise des Nos, fille de François des Nos et de Charlotte de Jousson, était huguenot. Il fit baptiser Judith à la Vieuville en 1618 et Marguerite à la Vairie en 1633. Louis de la Vairie, sieur de Longchamp, meurt à Vieuvy, 1636 ; de la famille sans doute, mais non seigneur du lieu, probablement.
- Guy de la Vairie vendit toutes ses terres de Désertines en 1658, pour 100.000 ₶, qui furent versées à ses créanciers : Judith, sa fille, le seigneur de Goué, le seigneur de Romilly. Il y avait sans doute faculté de rachat, car Jean de la Vairie est donné par le rapport de Colbert, en 1664, comme seigneur de la Vairie, « riche de 20.000 ₶ de rente » et la possession est en litige entre Guy de la Vairie et Nicolas des Ormes en 1669.
- Paul de la Vairie est seigneur de la Vairie et d'Aigreville en Normandie, 1702.
- Marguerite de la Vairie, veuve : 1° de Pierre Auvray, 2° de Jean de Vaufleury, donne 10.000 ₶ à ses filles : Elise Auvray, femme de Guillaume Daigneau ; Jeanne Auvray, femme de Jean de Morel, des paroisses de Deux-Jumeaux et de Cardonville, 8 juillet 1709.
- Gabriel Auvray, 1738, 1739.
- Le logis seigneurial était occupé en 1740 par Pierre Plagué, sieur de Courville, époux de Marie Dufour, et en 1753 par François Dufour. Louise de Courville, fille de feu Jean de Courville, écuyer, sieur du dit lieu, épousa à Désertines Thomas du Mesnil, écuyer, 1722. La famille Courville, de Fougères, possèdait la Vairie vers 1900[10].
- La baronne de la Chaise, 1746.
- Jean-François Le Dauphin des Tesnières, avocat en parlement, 1788.
- Jean Daigneau est seigneur de la Vairie et de Désertines, 1788.
- Aimable Lelièvre, acquéreur national des biens de l'émigré de Pannard, et qui demeurait à la Vairie, est rançonné par N. de Pannard, dit Ferdinand, commandant en second de la division d'Achille Leblond, 4 décembre 1799, 12 janvier 1800.

### Sources et bibliographie
- « Manoir de la Vairie », dans Alphonse-Victor Angot et Ferdinand Gaugain, Dictionnaire historique, topographique et biographique de la Mayenne, Laval, A. Goupil, 1900-1910 [détail des éditions] (BNF 34106789, présentation en ligne)
- Chartrier de Lévaré.
- Cartulaire de l'Abbaye de Fontaine-Daniel.
- Charles Pointeau, Certificats, p. 123 ; l'Abbayette, p. 49.
- Registre des protestants de Vitré.
- Bulletin historique de la Mayenne, t. I, p. 170.